# Wilhelm Momma

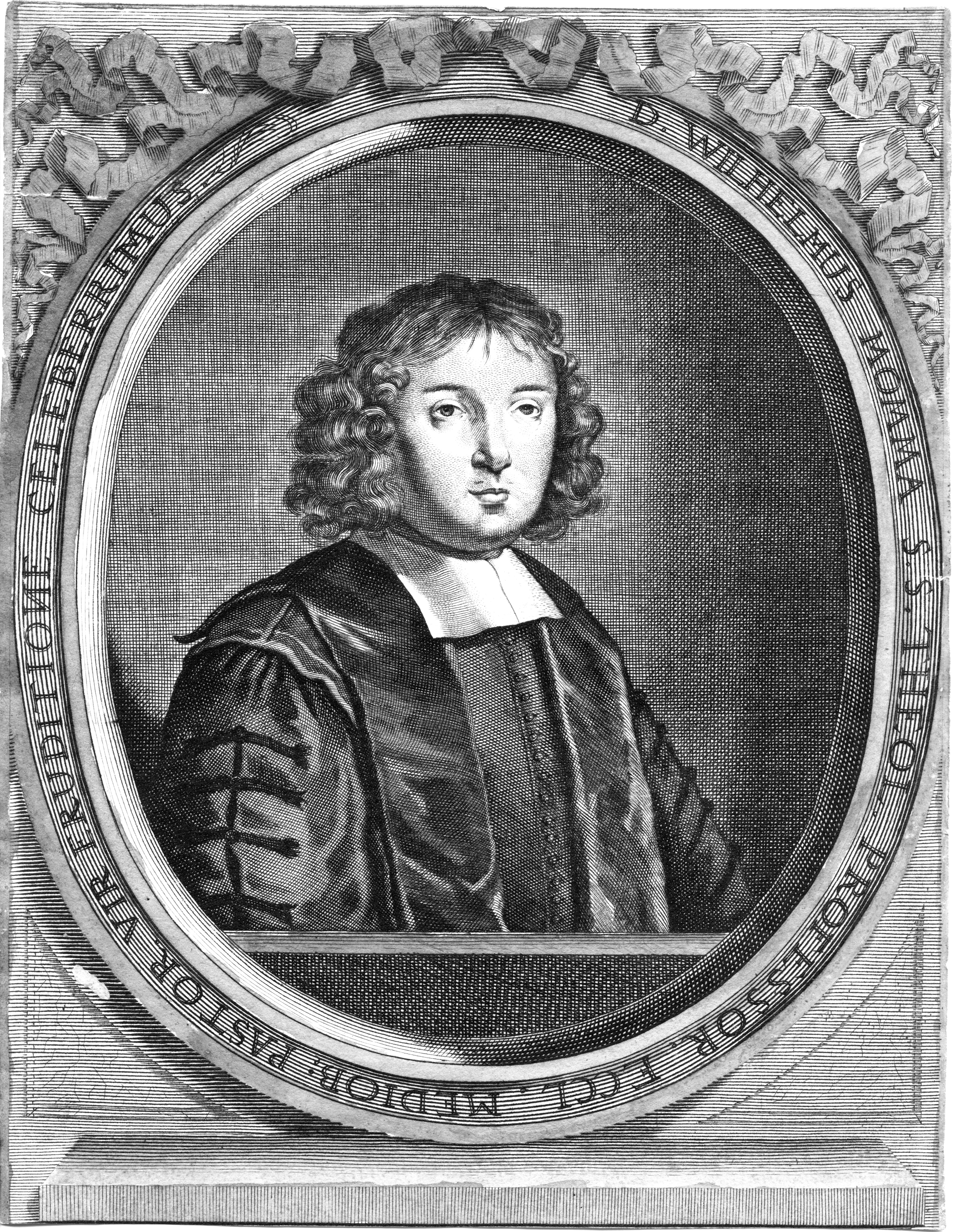

Wilhelm Momma, auch: Willem Momma (* 29. Septemberjul. / 9. Oktober 1642greg. in Hamburg; † 9. September 1677 in Delft) war ein evangelisch-reformierter Theologe.

## Leben
Momma, Sohn eines Kaufmanns, lernte in Hamburg Hebräisch bei Esdras Edzardus und studierte fünf Jahre Theologie bei Johannes Coccejus in Leiden. Es folgte eine Reise nach Frankreich und nach seiner Rückkehr 1666 die Berufung zum ersten Pastor der neugegründeten reformierte Gemeinde in Lübeck berufen. Gegen viele Widerstände konnte er hier sieben Jahre wirken und schrieb ein bedeutendes Werk der Föderaltheologie. 1674 folgte Momma einer Berufung auf die theologische Professur des Akademischen Gymnasiums in Hamm (Westfalen), dem heutigen Gymnasium Hammonense. Nach nur zwei Jahren wechselte er als Pastor nach Middelburg in den Niederlanden. Die Synode setzte jedoch beim Statthalter Wilhelm III. durch, dass Momma als Anhänger des Coccejus schon im Februar 1677 seines Amtes enthoben wurde. Er ging zu seinem Freund, Pastor Dr. Willem Anslaer (1633–1694), nach Delft und setzte hier seine Studien fort. Seinen Zeitgenossen galt er als eine lebendige Bibliothek, so groß war seine Kenntnis der verschiedenen Gebiete der Wissenschaft.

## Werke
- Oekonomia temporum testamentaria triplex, seu de varia conditione ac statu ecclesiae Dei sub triplici oeconomia Patriarcharum ac V. et N. Test. libr. III. Amsterdam 1673, verschiedene Neuauflagen